# Contea di Crawford (Georgia)
La contea di Crawford (in inglese Crawford County) è una contea dello Stato della Georgia, negli Stati Uniti. La popolazione al censimento del 2000 era di 12 495 abitanti. Il capoluogo di contea è Knoxville.